# Nicole Anderson
Nicole Gale Anderson, dite Nicole Anderson, est une actrice américaine née le 29 août 1990 à Rochester dans l'Indiana.
Elle est connue pour son rôle de Macy Misa dans Jonas L. A. et celui de Kelly Parker dans la série Championnes à tout prix.

## Biographie
Nicole Gale Anderson est née le 29 août 1990 d'une mère phillipino-espagnole et d'un père européen, qui aurait des origines britanniques, suédoises et allemandes. Elle a une petite sœur nommée Nadine, un grand frère nommé Kenneth et un chien, Fendi Fondu[pertinence contestée].
À l'âge de trois ans, elle s'inscrit à la gymnastique et après dix ans, elle fait des championnats d'États puis un championnat national. C'est à l'âge de treize ans, quand elle remporte une bourse de l'agence Barbizon à Atlanta, qu'elle commence à jouer dans les publicités telles que Mary Kate and Ashley Onling Clothing, Ever Girl, Stand Up, et Bratz - Pretty n Punk & Treasures. Puis elle fait des apparitions dans les séries Allie Singer, Zoé, Hannah Montana et d'autres avant d'obtenir un rôle dans le film de la chaine ABC Princess.
En 2009, elle commence des études en psychologie, et obtient dans le même temps un rôle dans la nouvelle série Jonas aux côtés des Jonas Brothers et de Chelsea Staub. En 2011, elle enchaîne avec le film Lolita malgré moi 2 aux côtés de Jennifer Stone, Meaghan Martin et Maiara Walsh. Elle a également chanté la chanson des Vacances de Stars en 2009 sur Disney Channel.

## Vie privée
Sa meilleure amie est Chelsea Staub. Elle est également amie avec les Jonas Brothers, Josie Loren et Cassie Scerbo.
Elle a été en couple quelques années avec Stephen Laurenson.
Elle est mariée à Roberto Paniagua depuis 2017. En janvier 2020, elle annonce être enceinte de son premier enfant. Elle accouche d'une petite fille, prénommée Charlotte en juillet 2020.

## Filmographie

### Cinéma
- 2008 : Princesse (Princess) : Princesse Caliope
- 2009 : Accusée à tort (Accused at 17) : Bianca Madler
- 2011 : Lolita malgré moi 2 (Mean Girls) : Hope
- 2012 : Lukewarm : Jessie
- 2013 : Red Line : Tori
- 2014 : Never : Meghan

### Télévision

#### Séries télévisées
- 2005 : Allie Singer (Unfabulous) : Maria
- 2006 : Zoé : Maria
- 2007 : iCarly : Tasha
- 2007 : Hannah Montana : Marisa
- 2009 : Imagination Movers : Cinderella
- 2009 - 2010 : Jonas : : Macy Misa (34 épisodes)
- 2009 - 2012 : Championnes à tout prix : Kelly Parker (17 épisodes)
- 2010 : Jonas L. A. : Macy Misa
- 2011 : Ringer : Monica
- 2012 : Championnes à tout prix : Kelly Parker
- 2012 - 2016 : Beauty and the Beast : Heather Chandler (36 épisodes)
- 2013 : Pretty Little Liars : Miranda Collins (épisode 14 de la saison 4)
- 2013 - 2014 : Ravenswood : Miranda Collins (Spin-off de Pretty Little Liars) (10 épisodes)

#### Téléfilms
- 2007 : Nobody : Leila
- 2008 : Sunday! Sunday! Sunday! : Dana
- 2018 : The Wedding Do Over : Abby Anderson